# Gian Paolo Montali
Gian Paolo Montali (ur. 18 stycznia 1960 w Traversetolo) – włoski trener siatkarski, który wygrał dwukrotnie siatkarskie Mistrzostwa Europy (2003, 2005), srebrny medal na Igrzyskach Olimpijskich w Atenach oraz medale Ligi Światowej (2003 - brąz, 2004 - srebro) z reprezentacją narodową Włoch.
Montali rozpoczął swoją karierę trenerską w drużynie juniorów Santal Parma (klubie Calisto Tanziego). Od 1986 do 1990 r. był dyrektorem drużyny seniorów, zwycięzców włoskiej Serie A w ostatnim sezonie (łącznie z trzema europejskimi Pucharami Zdobywców Pucharów, oraz dwoma Pucharami Włoch).
Później, będąc przez krótki czas w drugiej drużynie Schio, Montali rzekomo przewodził Sisley Treviso będącej własnością rodziny Benetton, która miała aż do odniesienia późniejszych zwycięstw małe sukcesy, mimo dużych finansowych inwestycji.
Montali imponuje swoimi możliwościami i swoją dyscypliną pracy, również w swojej nowej siedzibie, zdobywając dwa tytuły krajowe, tytuł europejskich zwycięzców, a także Europejski Puchar Zdobywców Pucharów, Puchar Europejskiej Konfederacji Siatkówki (CEV), i jeden Puchar Włoch.
W 1996 roku był już trenerem greckiego Olympiakosu Pireus, z którym wygrał lokalne mistrzostwa.